# Social Distortion
Social Distortion (soms Social D genoemd) is een Amerikaanse punkband, opgericht te Orange County in 1978 door zanger en gitarist Mike Ness. De band bestaat tegenwoordig, naast Ness, uit slaggitarist Jonny Wickersham, basgitarist Brent Harding, drummer David Hidalgo Jr. en toetsenist David Kalish.
De band heeft een korte split gehad in 1985 vanwege de drugsverslaving van Ness, maar kwam in 1986 weer bij elkaar en is sindsdien actief. Samen met bands zoals Bad Religion, Black Flag, Dead Kennedys en Minor Threat wordt Social Distortion vaak gezien als een van de toonaangevende punkbands uit de jaren van 1980.

## Geschiedenis

### Vroege jaren (1978-1982)
Social Distortion werd eind 1978 opgericht door frontman Mike Ness, die geïnspireerd was geraakt door Britse punkbands zoals Sex Pistols, alsook door rockbands zoals The Rolling Stones. Naast gitarist Ness bestond de vroegste formatie van de band uit Casey Royer (drums), Tom Corvin (zang) en Mark Garrett (basgitaar). Garett werd al vrijwel direct vervangen door Rikk Agnew. Ook Corvin verliet de band al snel, waarna Ness de zangpartijen voor zijn rekening nam. In 1979 ontmoette Ness Dennis Danell en stond erop dat hij bij de band kwam spelen. De andere leden besloten niet te wachten totdat Danell leerde gitaar te spelen en verlieten Social Distortion om bij The Adolescents te spelen.  De band trad voor het eerst op begin 1979 in een nachtclub in Costa Mesa. Ness en Danell bleven de enige constante leden voor de daaropvolgende twee decennia. De basgitaristen en drummers veranderden elke paar jaar.
De eerste single van de band, "Mainliner/Playpen" met Ness (gitaar en zang), Dennis (basgitaar), en John "Carrot" Stevenson (drums), werd uitgegeven in 1981 via Posh Boy Records, een platenlabel dat singles en ep's van veel bands uit de lokale scene uitbracht.
In 1982 bestond de band uit Ness, Danell (die nu slaggitaar speelde), Brent Liles (basgitaar), en Derek O'Brien (drums). Dit jaar ging de band voor het eerst op een internationale tournee, door de Verenigde Staten en Canada. Social Distiortion toerde samen met Youth Brigade. De tournee werd gedocumenteerd met de documentaire Another State of Mind (1984).

### Mommy's Little Monsteren tijdelijke split (1983-1985)
Na de internationale tour in 1982 werd het debuutalbum opgenomen. Mommy's Little Monster werd begin 1983 uitgegeven via het eigen platenlabel van de band, 13th Floor Records. Met dit album verkreeg de band voor het eerst enige bekendheid in de Amerikaanse punkscene.
Gedurende deze tijd kampte Ness met een heroïneverslaving en dakloosheid. In 1983 verlieten Liles en O'Brien de band en werden ze vervangen door John Maurer en Bob Stubbs. Deze formatie was van korte duur en veranderde weer met de komst van drummer Christopher Reece, die daarmee Stubbs verving. Ness' situatie verslechterde in 1984 en 1985. De band kreeg ondertussen meer succes: het nummer "Another State of Mind" verscheen op MTV en Social Distortion toerde in Californië en Arizona. Als gevolg van Ness' drugsverslaving ging de band voor korte duur uit elkaar.

### Prison Bound(1986-1988)
De band kwam rond 1986 weer tezamen nadat Ness was afgekickt. Twee jaar later, in 1988, werd het tweede studioalbum van Social Distortion uitgegeven, getiteld Prison Bound. Basgitarist Maurer en drummer Reece waren hiermee voor het eerst op een album van de band te horen. Het album verkreeg significante airplay van KROQ. Met Prison Bound verschoof de muziekstijl van Social Distortion van de klassieke punkrock richting een meer door country beïnvloed geluid, wat soms wordt omschreven als cowpunk.

### Mainstream succes (1989-1996)
Na de uitgave van Prison Bound tekende Social Distortion een contract bij het grote platenlabel Epic Records. Gedurende de zomer en herfst van 1989 ging de band terug de studio in, ditmaal met muziekproducer Dave Jerden, om het derde studioalbum op te nemen. Het album, getiteld Social Distortion, werd uitgegeven in 1990 en was het eerste album dat niet door de band zelf gefinancierd hoefde te worden. Social Distortion bevat de singles "Ball and Chain" en "Story of My Life", alsook een vertolking van het nummer "Ring of Fire" van Johnny Cash. Social Distortion kreeg meer succes dan Mommy's Little Monster en Prison Bound, en wordt over het algemeen gerekend tot de betere werken van Social Distortion.
Het vierde studioalbum, getiteld Somewhere Between Heaven and Hell, werd uitgegeven in 1992. Het album bevat twee succesvolle singles: "Bad Luck" en "When She Begins". Somewhere Between Heaven and Hell bereikte het meeste succes van de eerste vier studioalbums van Social Distortion. Qua stijl lijkt het album het meest op dat van het voorgaande album, Social Distortion. Na de uitgave van het album verliet Reece in 1994 de band en werd hij vervangen door Randy Carr. Carr toerde met de band en verliet de band in 1995.
De band ging na de uitgave van het vierde studioalbum voor korte tijd uit elkaar. Het verzamelalbum Mainliner: Wreckage From the Past (1995) werd tijdens deze split uitgegeven. Het album bevat nummers die waren opgenomen vóór de uitgave van Mommy's Little Monster en nog niet eerder waren verschenen. In 1995 ging Social Distortion weer de studio in.
In juni 1994 begon de band met het opnemen van demo's voor het vijfde studioalbum. Het jaar daarop ging de band de studio in om White Light, White Heat, White Trash op te nemen, dat werd uitgegeven in 1996. White Light, White Heat, White Trash heeft een zwaarder en harder geluid dan de voorgaande albums van de band, en verliet daarmee enigszins de inmiddels verworven cowpunkstijl van Social Distortion. De single "I Was Wrong" verkreeg significante airplay. Chuck Biscuits, de voormalige drummer van Danzig, speelde speelde tussen de opname en de uitgave van het album drums voor Social Distortion. De drums op het album werden echter bespeeld door Deen Castronovo. White Light, White Heat, White Trash is het laatste album van Social Distortion waar Dennis Danell op te horen is. Danell stierf in 2000.

### Danells dood enSex, Love and Rock 'n' Roll(1997-2004)
In 1997 verliet Social Distortion Epic Records en ging de band voor het eerst in acht jaar weer bij Time Bomb Recordings spelen. Onder dit platenlabel werd het eerste en enige livealbum van de band uitgegeven: Live at the Roxy (1998). De band ging voor korte tijd uit elkaar, waarop Ness vervolgens solo verderging. Tijdens deze periode bracht Ness twee albums uit: Cheating at Solitaire en Under the Influences.
Danell stierf op 29 februari 2000 in Newport Beach als gevolg van een aneurysma in de hersenen. Hij werd vervangen door gitarist Johnny Wickersham (U.S. Bombs, Cadillac Tramps en Youth Brigade). Biscuits verliet de band en werd vervangen door Charlie Quintana. Na Danells dood verminderde de activiteit van de band enigszins.
Social Distortion begon in 2000 te werken aan het zesde studioalbum dat aanvankelijk in de herfst van dat jaar uitgegeven zou moeten worden. In 2003, na het opnemen van diverse demo's, ging Social Distortion terug de studio in met muziekproducer Cameron Webb om het album op te nemen. Sex, Love and Rock 'n' Roll werd uitgegeven op 28 september 2004 en was het eerste album met Wickersham en Quintana. Een maand voor de uitgave van het album verliet Maurer de band en werd hij vervangen door Matt Freeman (Rancid). Freeman bleef tot eind 2004 en werd uiteindelijk vervangen door basgitarist Brent Harding.

### Latere activiteiten (2005-2009)
Social Distortion ging op diverse tournees van 2005 tot en mer 2007. In februari 2006 brak Ness zijn pols in een skateboardongeluk. Gitaristen Ron Emory (T.S.O.L.) Bryan Small (The Hangmen) speelden gitaar tijdens de concerten van Social Distortion terwijl Ness zong.
Het verzamelalbum Greatest Hits werd uitgegeven op 26 juni 2007. Het bevat nummers die de gehele carrière van de band omvatten, alsook het niet eerder uitgegeven nummer "Far Behind" en nieuwe opnames van zes eerder uitgegeven nummers.
In april 2009 kondigde Social Distortion aan dat drummer Charlie Quintana de band zou verlaten om zich te kunnen richten op andere muzikale projecten. Adam "Atom" Willard (Rocket from the Crypt en The Offspring) zou Quintana vervangen.

### Hard Times and Nursery Rhymes(2009-2011)

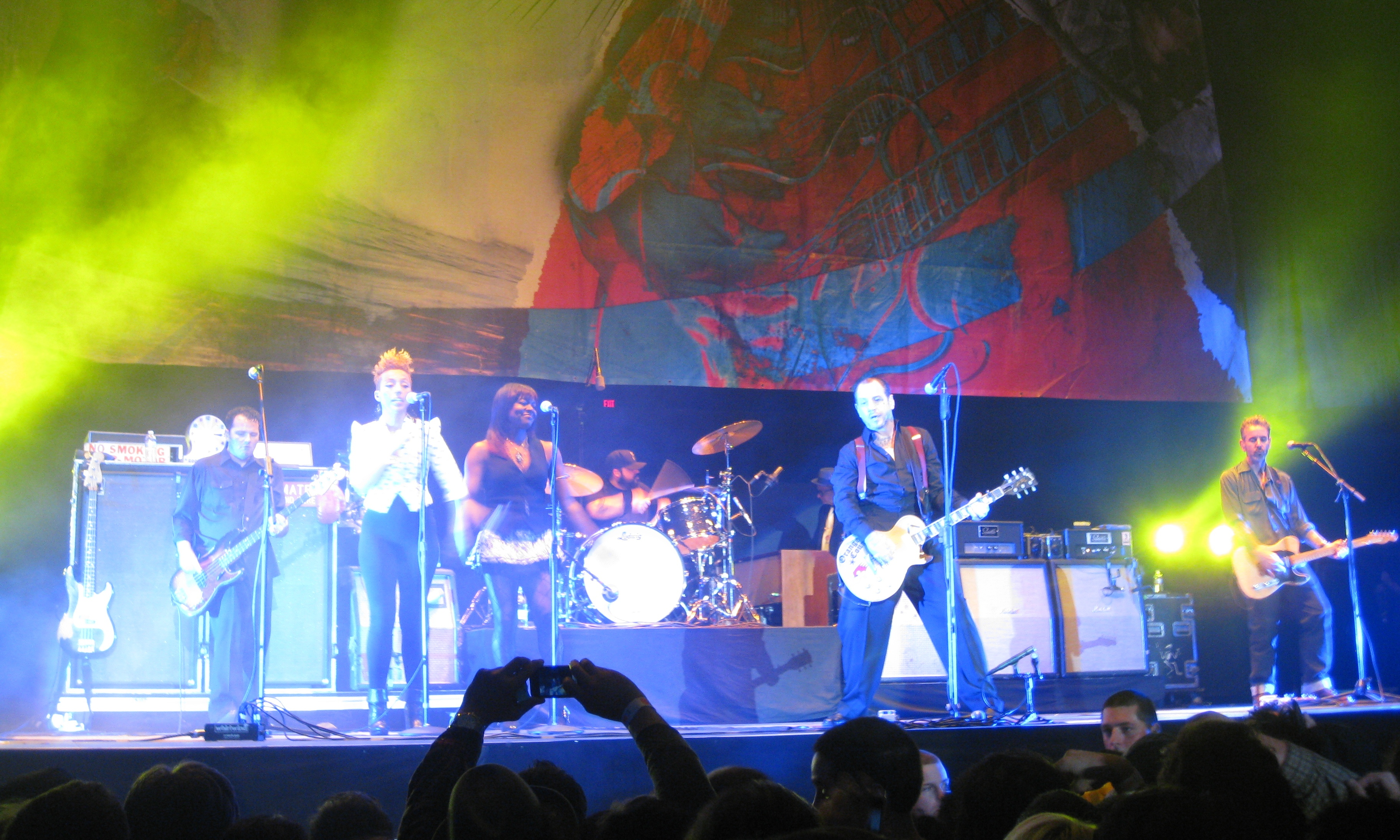
Social Distortion live in december 2011.

In juli 2009 werd bekend gemaakt dat de band in december dat jaar of begin 2010 weer de studio in zou gaan om een nieuw studioalbum op te nemen. In september dat jaar bevestigde Ness dat het album in januari 2010 in Studio 606 zou worden opgenomen. Het zou in de lente of zomer van dat jaar worden uitgegeven. Uiteindelijk begonnen de opnames voor het album in februari 2010. Het album, getiteld Hard Times and Nursery Rhymes, werd uitgegeven op 18 januari 2011.
In april 2010 ging Social Distortion op tournee in Zuid-Amerika. Drummer Willard verliet de band en werd gedurende de tournee vervangen door Scott Reeder (Fu Manchu). De maand daarop tekende de band een contract bij het platenlabel Epitaph Records. Reeder werd vervangen door David Hidalgo Jr. (Suicidal Tendencies), die de nieuwe permanente drummer van Social Distortion zou worden.

### Recente activiteit (2011-heden)
Al in 2011 liet Ness weten zich weer direct te willen richten op het schrijven van nieuw materiaal en dat Social Distortion van plan was op den duur weer een nieuw studioalbum op te nemen. In maart 2017 liet Ness weten dat de band ongeveer 20 nummers bij elkaar heeft, met verschillende invloeden, van garagepunk tot en met gospel. Het nieuwe, nog niet getitelde studioalbum, zou rond 2019 of 2020 moeten verschijnen.

## Muziekstijl
In het begin lag de stijl van de band dicht bij de punkrock of hardcore punk. Rond 1985 was er een duidelijke verandering te horen, toen de band zich meer ging richten op de countrymuziek en de klassieke rock-'n-roll. In de documentairefilm Another State of Mind (in 2004 op dvd uitgebracht), gaf Mike Ness toe dat hij deze nieuwe stijl op het album Prison Bound "te hard" probeerde. Halverwege de jaren 1990 kreeg de band uiteindelijk hun hedendaagse geluid.
De belangrijkste invloeden van de band gaan vaak de kant op van cowpunk, rockabilly en rootsrock, maar ook dat van hardcore punk, psychedelische rock, blues, hardrock, moderne rockmuziek en grunge. Social Distortion is onder andere beïnvloed door The Clash, The Dead Boys, Elvis Presley, John Lennon, Johnny Cash, KISS, Led Zeppelin, Neil Young, New York Dolls, Queen, Ramones, The Rolling Stones en Sex Pistols.

## Populariteit
De muziek en handelswaar van Social Distortion begon na verloop van tijd meer populair te worden. Zo heeft de band T-shirts laten maken in kindermaten voor de fans van vroeger die nu zelf kinderen hebben.
In de films Reality Bites (1994), Orange County en Life or Something Like It (beiden uit 2002) is het nummer "Story of My Life" te horen en in The Break-Up (2006) wordt tevens het nummer "Ball and Chain gedraaid in de filmtrailer. In de film Stir of Echoes (1999) draagt Kevin Bacon een Social Distortion-shirt tijdens een van de scènes
Nummers van Social Distortion willen nog weleens als achtergrondmuziek dienen bij MTV, worden gebruikt in computerspelletjes (bijvoorbeeld in het PlayStation-spel Dava Mirra Freestyle BMX is "Don't Drag Me Down" te horen en in Tony Hawk's Underground het nummer "Mommy's Little Monster"). In Bleach is het nummer "Don't Drag Me Down" als herkenningstune te horen en een van de figuren noemt Mike Ness als zijn favoriete bekendheid. Ook is "Story of My Life" te horen in Guitar Hero III. "Mommy's Little Monster" is ook te horen in Guitar Hero: Metallica.

## Leden
- Mike Ness - zang, gitaar (1978-heden)
- Johnny "2 Bags" Wickersham - gitaar (2000-heden)
- Brent Harding - basgitaar (2005-heden)
- David Hidalgo, Jr. - drums (2010-heden)
- David Kalish – keyboard, hammondorgel (2011-heden, tourlid)

### Oud-leden
- Tom Corvin - zang (1978-1979)
- Mark Garrett - basgitaar (1978)
- Rikk Agnew - basgitaar (1978-1980)
- Chuck Biscuits - drums (1995-1999)
- Randy Carr - drums (1993-1995)
- Deen Castronovo - drums (1996)
- Dennis Danell - basgitaar (1979-1981) gitaar (1981-2000)
- Matt Freeman - basgitaar (2004)
- Brent Liles - basgitaar (1981-1984)
- John Maurer - basgitaar (1983-2004)
- Carrot - drums (1979-1981)
- Derek O'Brien - drums (1981-1984)
- Chris Reece - drums (1984-1993)
- Casey Royer - drums (1978-1979)
- Bob Stubbs - drums (1983)
- Charlie Quintana - drums (2000-2009)
- Adam "Atom" Willard - drums (2009-2010)

## Discografie
Studioalbums
- Mommy's Little Monster (1983)
- Prison Bound (1988)
- Social Distortion (1990)
- Somewhere Between Heaven and Hell (1992)
- White Light, White Heat, White Trash (1996)
- Sex, Love and Rock 'n' Roll (2004)
- Hard Times and Nursery Rhymes (2011)